# Rolls-Royce Silver Shadow
El Rolls-Royce Silver Shadow es un coche de lujo que fue producido en Gran Bretaña en varias formas entre 1965 y 1980. Fue el primer Rolls-Royce en utilizar un chasis monocasco, una respuesta a la preocupación de la empresa de quedarse atrás en innovación tecnológica dentro de la industria del automóvil.
Hasta la fecha, el Silver Shadow tiene el mayor volumen de producción entre cualquiera de los Rolls-Royce producidos.

## Descripción
Siguiendo la tradición del constructor de vehículos de lujo, la distancia entre ejes del Silver Shadow medía 224 plg (5 700 mm), pesaba 4 700 lb (2 100 kg) y tenía un precio en libros de 6 557 £ en el primer año de producción.
El Silver Shadow fue producido entre 1965 y 1976, y el Silver Shadow II desde 1977 hasta 1980.

## Nombre
Inicialmente, el modelo estaba previsto que fuera llamado "Silver Mist" (Niebla de Plata), una progresión natural de su predecesor Silver Cloud (Nube de Plata). El nombre fue modificado a "Silver Shadow" después de darse cuenta de que "mist" en alemán es una palabra para estiércol, basura o suciedad.

## Diseño e ingeniería

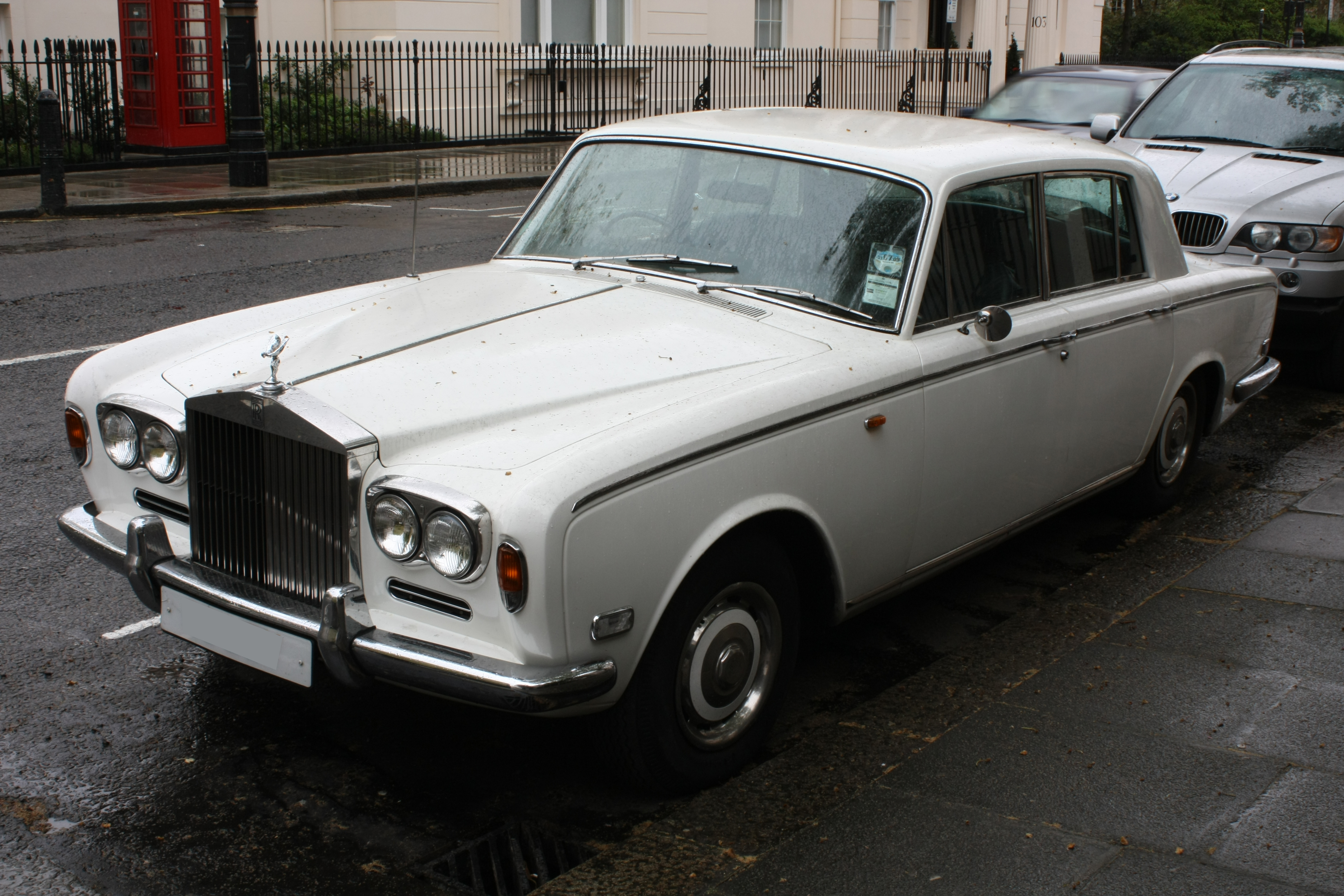
Rolls-Royce Silver Shadow I.

El diseño era un importante cambio respecto a su predecesor, el Silver Cloud; aunque algunas distinciones de estilo del Silver Cloud fueron modificadas y preservadas, ya que el automóvil se había vendido bien. El diseño de John Polwhele Blatchley fue el primer modelo de la firma de un solo arco. Más del 50% de las ventas de su predecesor se habían vendido en el mercado doméstico (Reino Unido), donde para los estándares de Europa y la mayor parte de Norteamérica, las carreteras eran estrechas y concurridas.  El Silver Shadow origina era 3+1/2 de pulgada (8,9 cm) más estrecho y 7 pulgadas (17,8 cm) más corte que el coche que debía reemplazar, pero sin embargo logró ofrecer más espacio para los pasajeros y el equipaje gracias a una disposición más eficiente mediante una construcción unitaria ("monocasco").
Además de una apariencia y construcción moderna, el Silver Shadow introdujo muchas nuevas características como los frenos de disco en lugar de los frenos de tambor, y suspensión trasera independiente, en lugar de la anticuada suspensión de puente rígido de los diseños de coches anteriores.

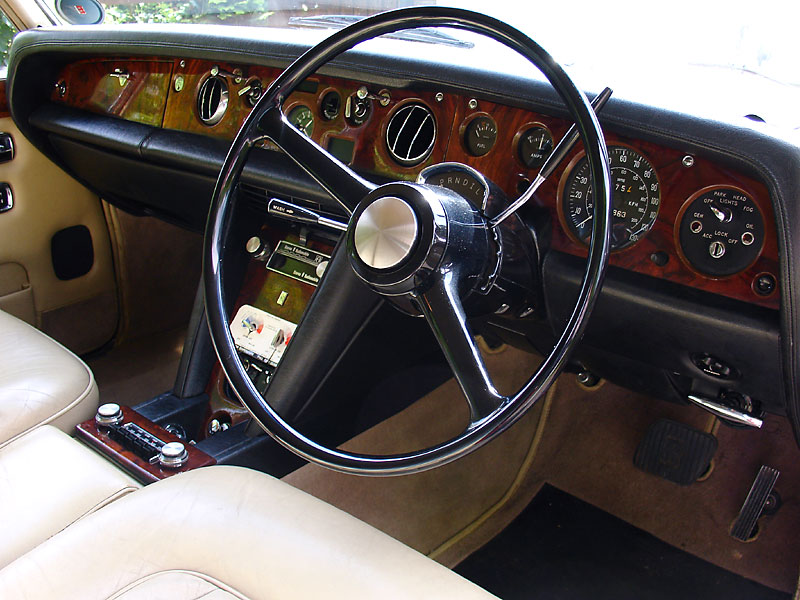
Silver Shadow de 1972, vista del interior.

El Shadow presentó un motor de 172 CV (128 kW) de 6.2 L V8 desde 1965 hasta 1969, y un motor de 189 CV (141 kW) de 6.75 L V8 desde 1970 hasta 1980. Ambos propulsores eran acoplados a una transmisión Turbo Hydramatic 400 proporcionada por General Motors, excepto para los modelos anteriores a 1970 con el volante a la derecha, que utilizaban la misma el mismo cambio automático del Silver Cloud (también proveído por GM).
La característica más innovadora del coche era un sistema hidráulico de alta presión con licencia de Citroën, con un circuito dual de freno y de suspensión autoniveladora hidráulica. En un principio, tanto la parte delantera como trasera del coche eran controlados por el sistema de nivelación; la nivelación delantera fue eliminada en 1969 ya que se determinó que la nivelación trasera hiciera casi todo el trabajo. Rolls-Royce consiguió un elevado grado de calidad de marcha con esta disposición.

### Silver Shadow II

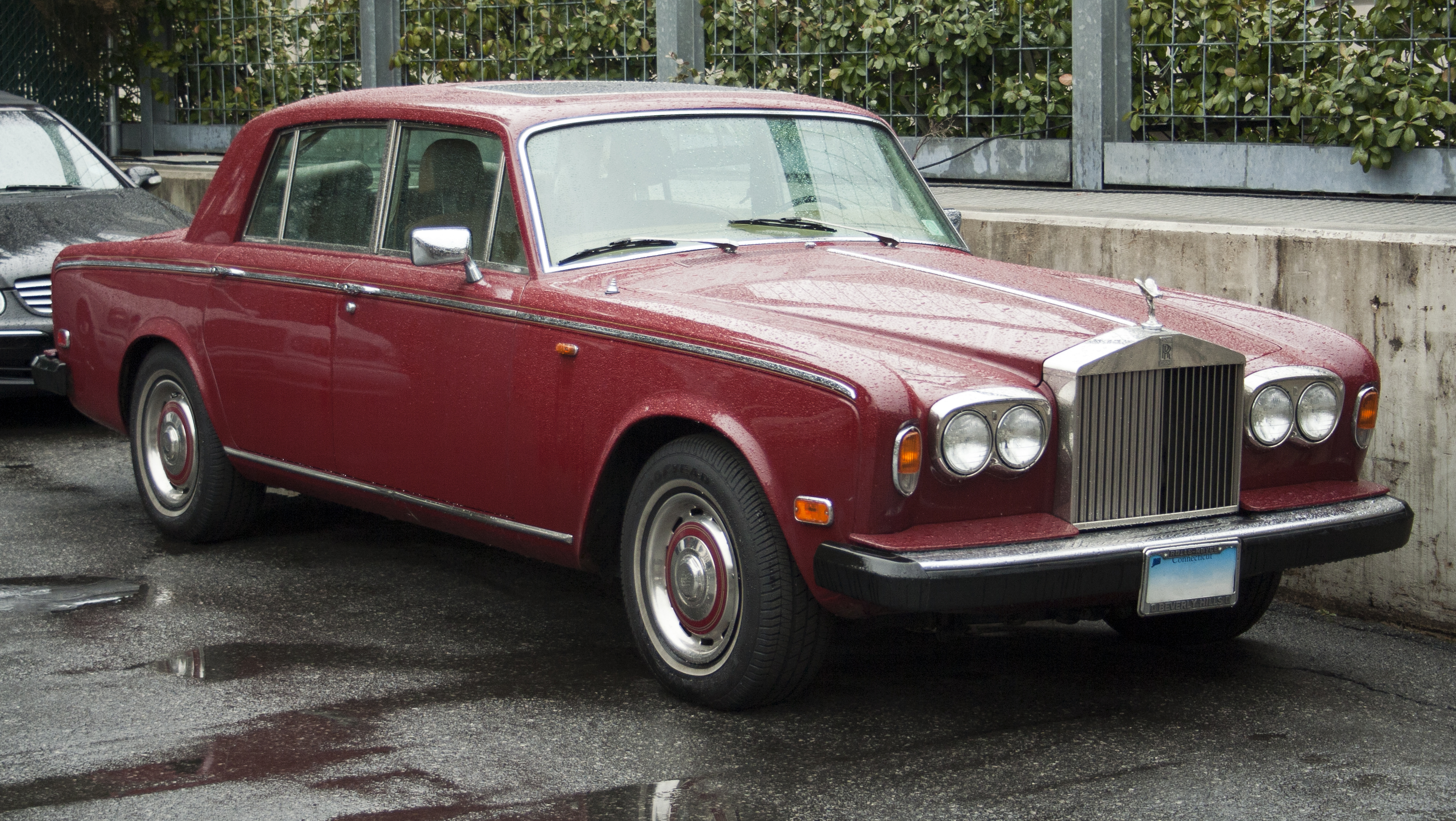
Silver Shadow II de 1979.

En 1977, el modelo fue renombrado como Silver Shadow II en reconocimiento a algunos cambios mayores, el más notable fue una dirección de cremallera; las modificaciones en la suspensión delantera mejoraron significativamente la maniobrabilidad.
Externamente, los parachoque se cambiaron en los Shadows de finales de 1976 de cromados a de aleación y goma. Estos parachoques de absorción de energía habían sido usados en los Estados Unidos desde 1974, como respuesta al endurecimiento de las medidas de seguridad ahí. No obstante, los paragolpes en los coches vendidos fuera de Norteamérica todavía eran sólidamente montados y sobresalían 2 pulgadas (5 cm) menos. También se estandarizó en todos los ámbitos la eliminación de las pequeñas rejillas de debajo los faros. Fuera de Norteamérica, donde los altos bordillos y similares requerían un elevado espacio al suelo, un faldón delantero también fue instalado en el Silver Shadow II y sus coches hermanos. En 1979 un número limitado de Silver Shadow II fueron construidos para conmemorar el 75 aniversario de la compañía y fueron equipados con insignias rojas "RR". Este coche hoy en día es difícil encontrar uno en oferta ya que la gran mayoría pertenecen a colecciones privadas de coleccionistas, los pocos que existen en ofertas pueden llegar a valer grandes sumas redondeadas entre 50.000,00€ y los 100.000,00€

### Variante de larga distancia entre ejes
Una variante de larga distancia entre ejes, de unas 4 pulgadas más largas para proporcionar mayor espacio para las piernas en el asiento trasero, fue ofrecida en EE. UU. desde mayo de 1969, y disponible para los clientes domésticos a principios de 1970. Una serie piloto de diez coches de larga distancia entre ejes fue construida en 1967 y vendida, uno de ellos a la Princesa Margarita. Algunos modelos de larga distancia entre ejes fueron equipados con una pantalla de vidrio de división de privacidad y ahora son muy buscados por coleccionistas. Fuera de Norteamérica, los coches con pantalla de división eran equipados con una unidad independiente de aire acondicionado montada sobre el maletero - las leyes de seguridad de Estados Unidos lo habrían hecho imposible, ya que el depósito de combustible debería ser relocalizado. Los coches con pantalla de privacidad perdieron el espacio entre ejes ganado pero lo compensaron con una mejor privacidad. La pantalla de vidrio de división era retráctil.

### Silver Wraith II

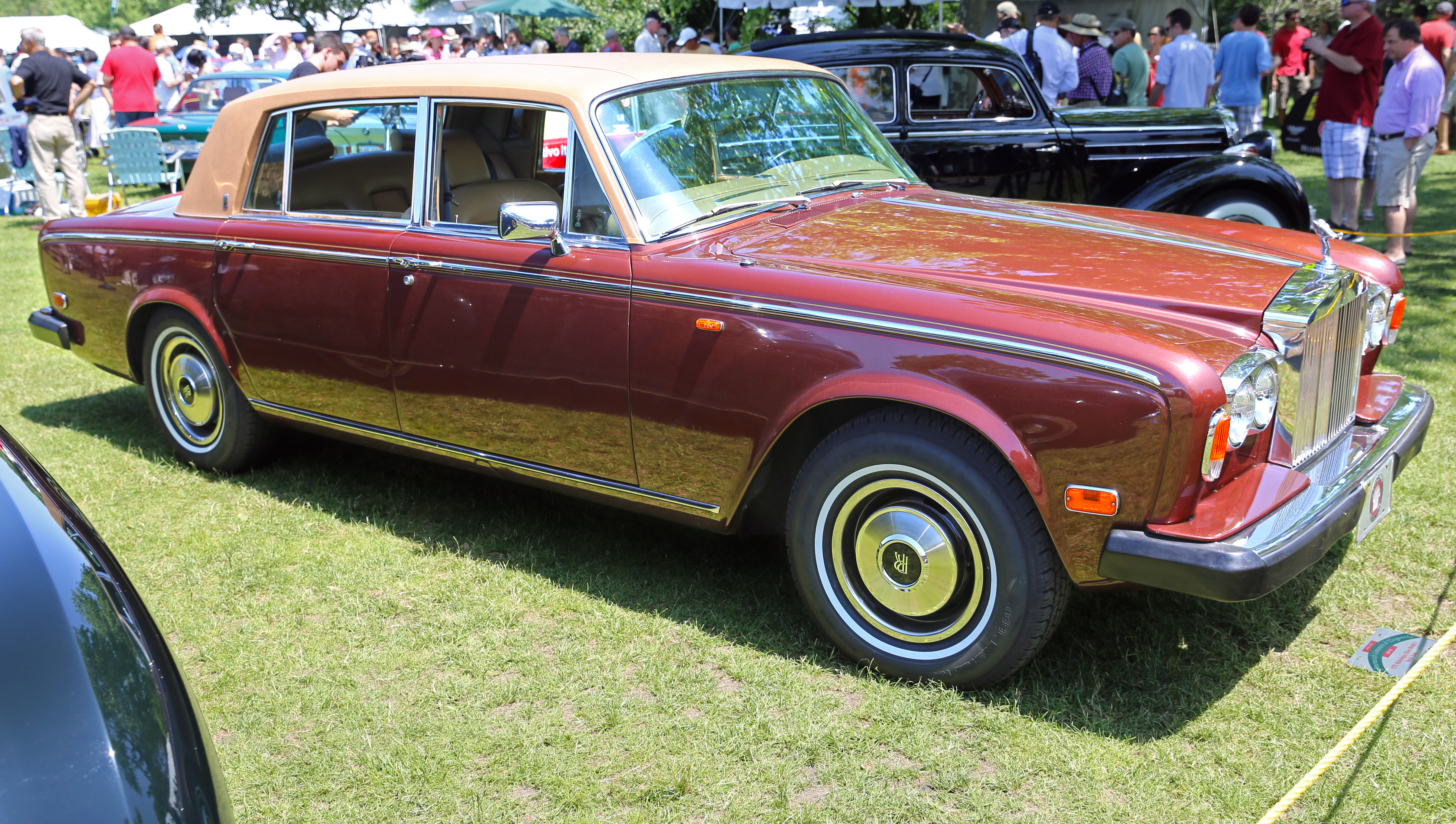
Rolls-Royce Silver Wraith II (Norteamérica).

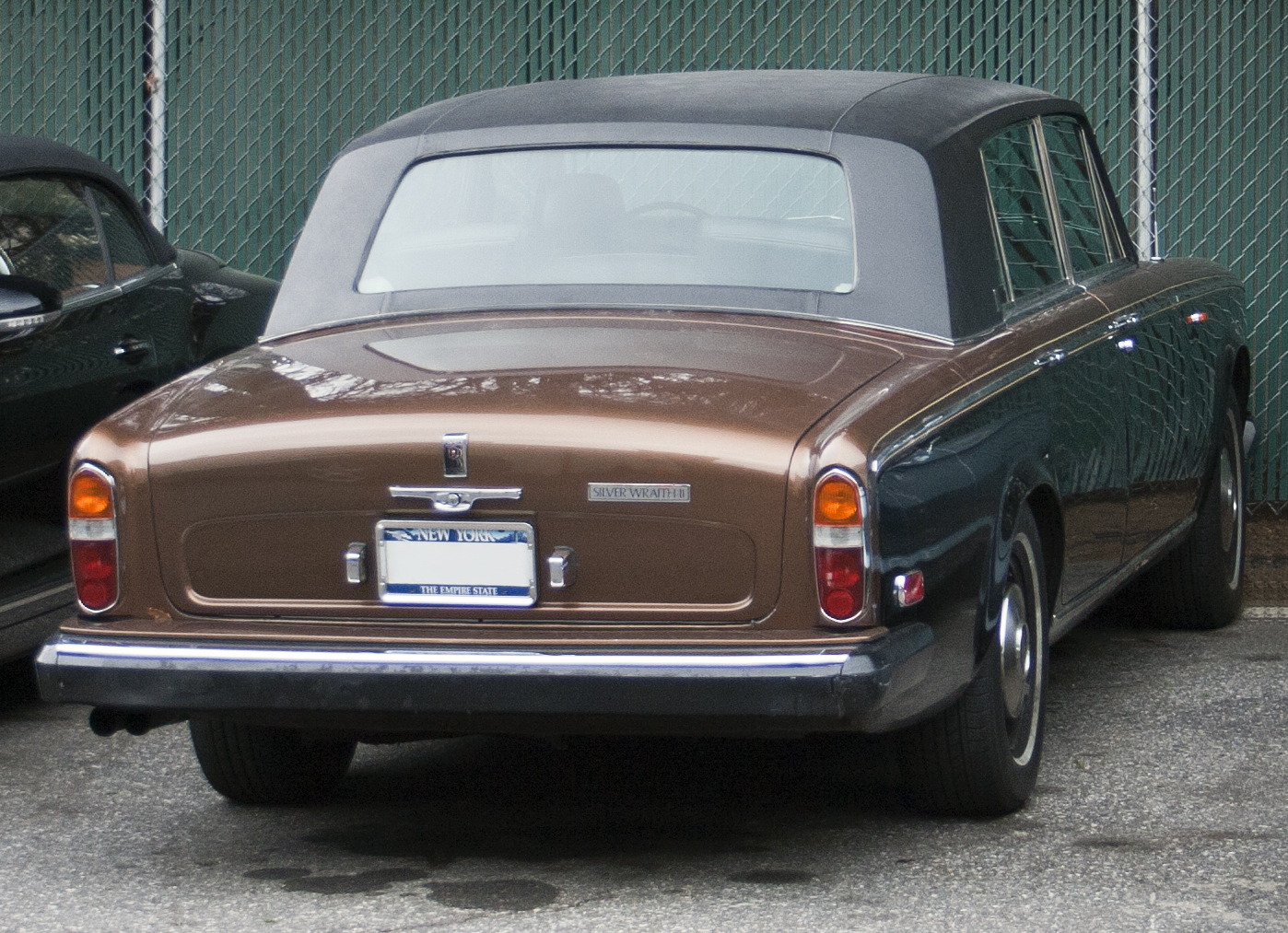
Vista trasera del Silver Wraith II, mostrando la ventana de ópera.

Inicialmente, el modelo de larga distancia entre ejes no tenía un nombre separado, pero en 1977, con la introducción del Silver Shadow II, el coche fue denominado Silver Wraith II.
El Wraith II es identificado por todas las alteraciones del Silver Shadow II y adicionalmente una techo cubierto Everflex (también disponible como opción en el Silver Shadow II), una pequeña ventana con estilo ópera y diferentes cubiertas de ruedas. Algunos Silver Wraith II también fueron equipados con pantallas de división eléctrica que eliminaban las cuatro pulgadas extras de espacio trasero para las piernas. Los vehículos con divisiones son los más cotizados en la actualidad.

### Corniche y  Camargue

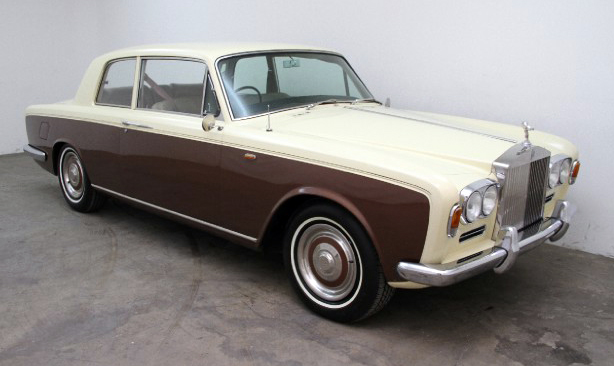
Rolls-Royce Silver Shadow James Young Cupé de 1967.

Un cupé de dos-puertas y capota rígida o modelo FHC fue introducido a principios de 1966, seguido de un convertible en 1967. Existen dos diferentes versiones para la versión cupé, el Mulliner Park Ward y la versión muy rara James Young que solo se construyó en 50 ejemplos - 35 Rolls-Royce y 15 Bentley. La versión James Young fue discontinuada en 1967, dejando solo el modelo Mulliner Park Ward. En 1971 a estos coches se les dio una identidad separada como Corniche (calificados tanto como Rolls-Royce o Bentley, que finalmente sobrevivieron al Shadow con la producción prolongada hasta 1982 para el cupé y hasta 1996 para el convertible.
Otra variante del cupé sobre la plataforma del Shadow fue el Camargue, con carrocería diseñada por la firma italiana Pininfarina, con una producción desde 1975 hasta 1986. El Camargue tenía la distinción de ser el Rolls-Royce más caro, con un precio base incluso más elevado que la limusina Phantom VI de fabricación artesanal.

### Modelos Bentley
Una versión Bentley del Shadow, conocida como Bentley T (y Bentley T II desde 1977), también fue construida. Era mecánicamente idéntica y difería solo en el sello y el diseño de la parrilla del radiador. Un radiador más redondeado también requería un capó ligeramente reformado. Otras modificaciones eran solo ligeramente cosméticas, un diferente parachoques frontal y diferentes tapacubos. Las válvulas del motor eran cubiertas con el logo "Bentley" solo cuando estas estaban disponibles en la fábrica.
La versión de distancia entre ejes alargada no tenía una identidad separada del Bentley T (eran llamados T o T2 de larga distancia entre ejes). Solo unos muy pocos de estos fueron construidos, 9 y 10 ejemplos respectivamente, (menos del 0,4% de la producción total de vehículos de larga distancia entre ejes) ya que los compradores de limusinas tenían preferencia para la más prestigiosa marca Rolls-Royce.
Todos los coches de dos-puertas estaban disponibles como Bentleys. Sin embargo, solo un ejemplo de Bentley Camargue fue vendido.

### Phantom VII sobre la base del Shadow
Rolls-Royce consideró ofrecer un modelo Phantom VII, basado en el Silver Shadow, pero la producción del coche prodesguida y no se construyeron prototipos.

### Silver Wraith II Stretch Limousine
La factoría Rolls-Royce construyó una limusina ensanchada en 1979. Fue ordenada por el gurú indio Osho (Bhagwan Shri Rashnish). El líder religioso tenía una colección de más de 100 coches Rolls-Royce.

## Estadísticas de producción
| Modelo           | En producción | Unidades vendidas/número construido |
| ---------------- | ------------- | ----------------------------------- |
| Silver Shadow    | 1965-1977     | 16 717                              |
| Silver Shadow II | 1977-1980     | 8 425                               |
| Total            |               | 25 142                              |

| Modelo            | En producción | Unidades vendidas/número construido |
| ----------------- | ------------- | ----------------------------------- |
| Silver Shadow LWB | 1969-1977     | 2 780                               |
| Silver Wraith II  | 1975-1980     | 2 135                               |
| Total             |               | 4 915                               |

## Literatura
- Graham Robson: Rolls Royce Silver Shadow: The Complete Story, 1998
- R. M. Clarke: Rolls-Royce Silver Shadow Ultimate Portfolio, 1999
- Bobbitt, Malcolm (1996), Rolls-Royce Silver Shadow, Bentley T-series, Camargue & Corniche (3rd (2004) edición), Dorchester, Dorset, UK: Veloce, ISBN 1-904788-25-4.